# بئر صرف
بئر صرف (بالإنجليزي: Well drainage) أحد وسائل الصرف للأراضي الزراعية المستخدمة لتحسين التربة من خلال التحكم في نسبة المياه الجوفية وملوحة التربة.

## مقدمة

خريطة مجال التصريف السطحي

يعمل الصرف السطحي للمياه الجوفية والأراضي المالحة بنظامين هما نظام صرف أفقي يتم فيه حفر خنادق مفتوحة تحت التربة أو وضع أنابيب صرف مطمورة (مدفونة) بينما في نظام الصرف الرأسي الذي يعد ثاني أنظمة الصرف يتم عمل شبكة من آبار ضخ أو حفر آبار مفتوحة أو أنابيب (آبار).
كلا النظامين لهما نفس الغرض وهو التحكم في نسبة المياه الجوفية والأملاح في التربة، وكذلك تسهيل إعادة استخدام مياه الصرف ولكن هذه الإعادة ممكنة إذا كانت نوعية المياه جيدة ونسبة الأملاح فيها منخفضة.

## التصميم
بالرغم من أن أحد نوعي أنظمة الصرف كافٍ لحل مشكلة المياه الجوفية وملوحة التربة في بضعة هكتارات، إلا أنه عند انتشارهذه المشاكل فإننا نحتاج إلى عدد من الآبار على نطاق واسع، يمكن ترتيبها بأنماط مختلفة منها نمط ثلاثي أو رباعي أو مستطيل.

## تدفق المياه إلى الآبار

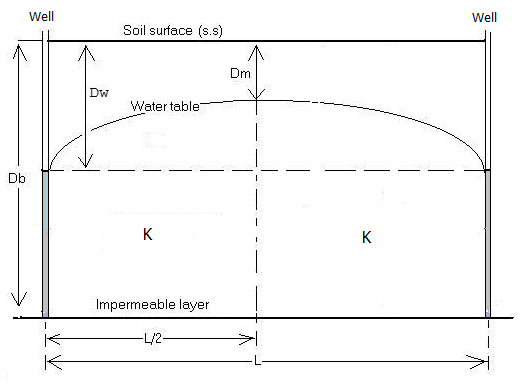
شكل هندسي يوضح نظام الصرف للمياه الجوفية

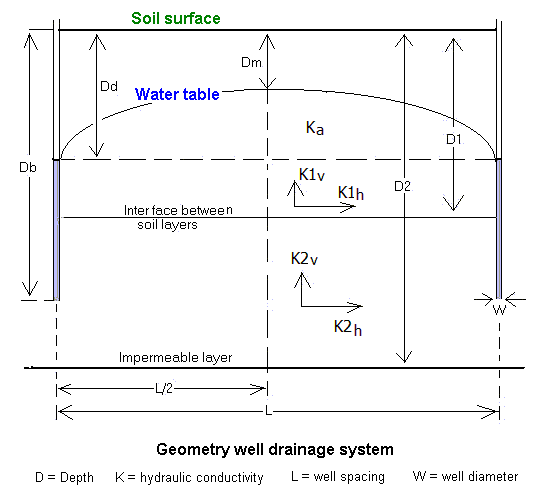

في الحالة الثابتة، تعطي معادلة تدفق المياه إلى الآبار المتباعدة بصورة منتظمة في طبقة تخزين المياه الغير محصورة وذات توصيل هيدروليكي مختلف الخواص  كالتالي:
- Q = 2π K (Db - Dm) (Dw - Dm) / ln Ri/Rw

حيث أن Q: تصريف آمن، وحدته متر3/يوم، k التوصيل المائي الموحد للتربة متر/يوم، D العمق تحت سطح التربة، Db عمق الجزء السفلي للبئر مقاسا بالمتر، Dm متوسط عمق المياه بين الآبار (متر)، Dw عمق الماء داخل البئر (متر)، Ri نصف القطر الفعال للبئر (متر)، Rw نصف قطر البئر (متر)، Ln:اللوغاريتم الطبيعي، Π عدد باي.
نصف قطر البئر الفعال يعتمد على مجال البئر (ثلاثي، رباعي، مستطيل), ويمكن حسابه:
- Ri = sqrt At/πN

حيث أن: At المساحة السطحية الكلية للآبار (متر2)، N عدد الآبار، Sqrt الجذر التربيعي.
كذلك يمكن حساب التفريغ (التدفق) الآمن (Q) من العلاقة التالية:
- Q = q At / N Fw

حيث أن q التدفق الأمن (متر/يوم)، Fw كثافة تشغيل الآبار (hours/24 per day)، بالتالي يمكن كتابة المعادلة على الصورة التالية (صورة أساسية)
- Dw - Dm = q At ln (Ri/Rw) / 2π K (Db - Dm) N Fw

## النظام

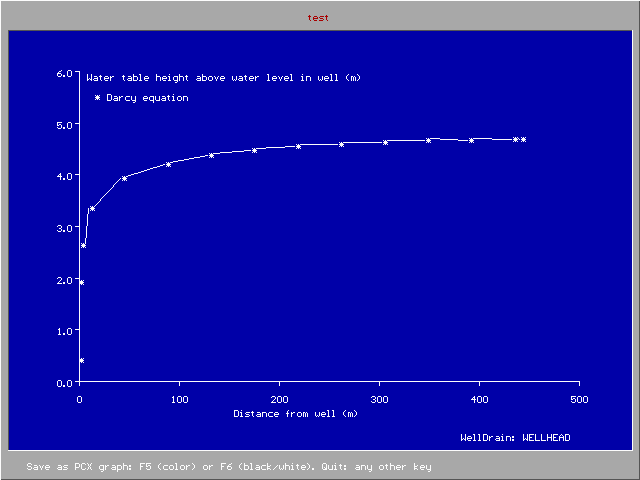
مخرجات برنامج WellDrain عندما يكون التباعد بين الآبار 920 متر

يتم إجراء العمليات الحسابية لمعرفة الأبعاد المناسبة بين الآبار وطبقة المياه الجوفية والتباين (اختلاف التوصيل المائي الرأسي والأفقي وكذلك النفاذية) والمقاومة المائية بواسطة البرنامج الحاسوبي الرقمي WellDrain 

## نمذجة
يسمح نموذج المياه الجوفية بدراسة أثر آبار الصرف المائي على منطقة المشروع، وهناك العديد من النماذج تسمح بمعرفة جودة الماء.
SahysMod  ، برنامج يسمح بتقييم استخدام مياه الأبار للري في نموذج متعدد الأضلاع للمياه الجوفية وكذلك تقييم الأثار المترتبة على ملوحة التربة وتقدير عمق المياه الجوفية.

## روابط إضافية
- Salinity Control and Reclamation Program (SCARP) using wells in the Indus valley of Pakistan.
- Website on waterlogging and land reclamation by horizontal and vertical drainage systems :